# Muraena

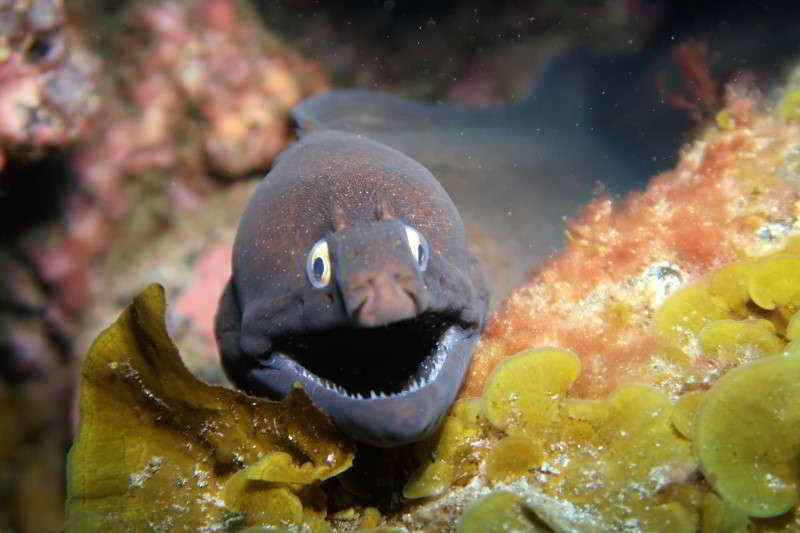
Muraena augusti

Muraena è un genere di pesci ossei marini appartenente alla famiglia Muraenidae.

## Distribuzione e habitat
Questo genere è presente nei mari tropicali e subtropicali, soprattutto nelle zone rocciose o le barriere coralline. Il genere era originariamente assente nel mar Mediterraneo, ma la specie Muraena helena vi è stata introdotta in epoca storica dall'Atlantico orientale ed è oggi molto comune.

## Descrizione
Sono del tutto privi delle pinne pettorali e ventrali. La pelle è liscia e senza scaglie, spesso decorata di disegni appariscenti.

## Specie
- Muraena appendiculata (Guichenot, 1848)
- Muraena argus (Steindachner, 1870)
- Muraena clepsydra Gilbert in Jordan & Evermann, 1898

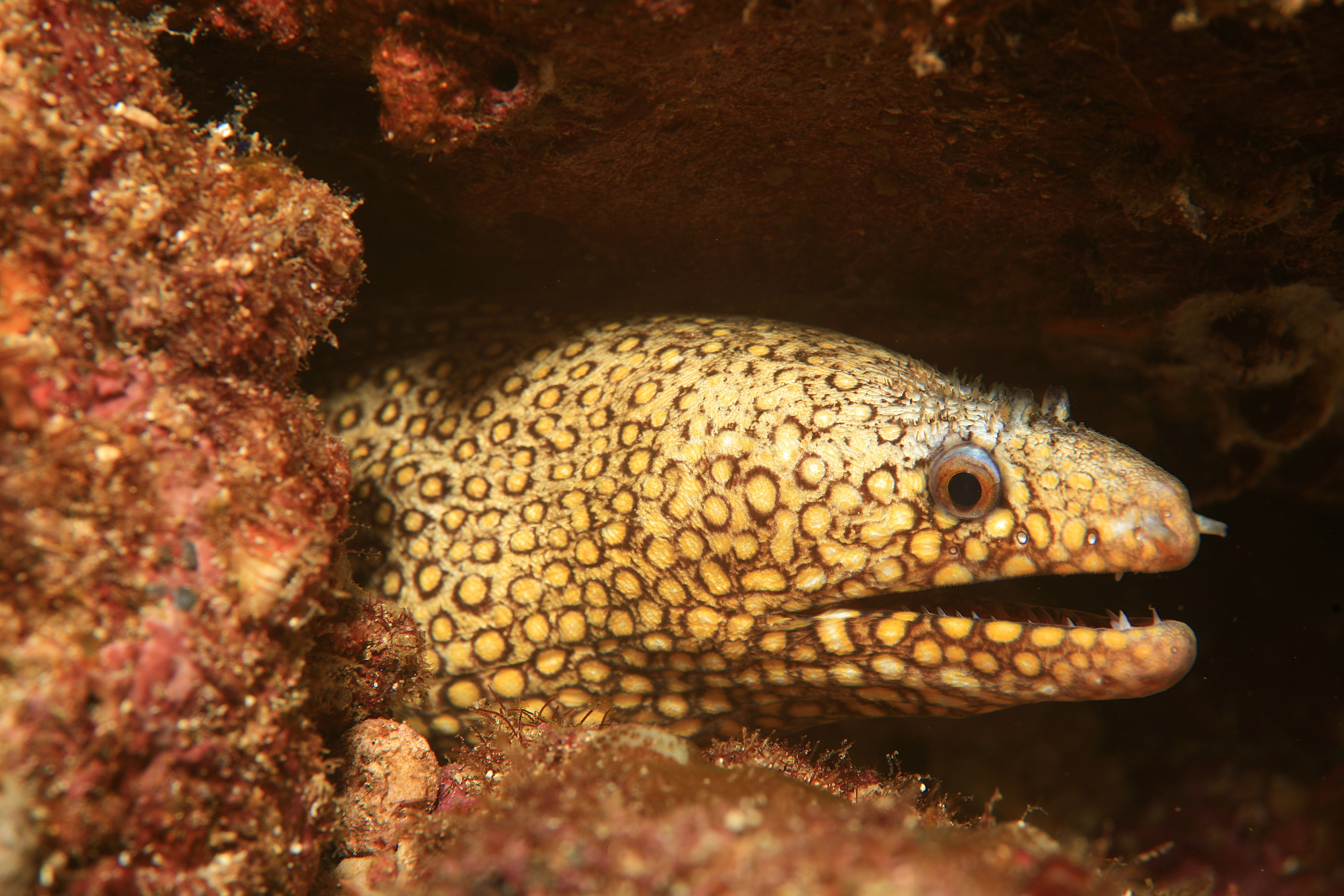
Muraena lentiginosa

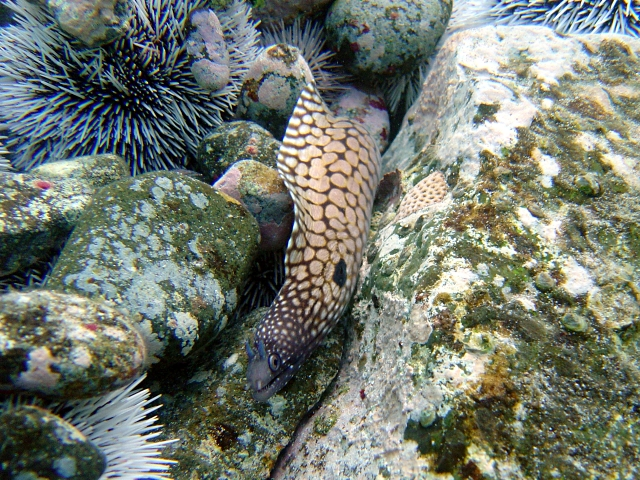
Muraena pavonina

- Muraena helena Linnaeus, 1758
- Muraena lentiginosa Jenyns, 1842
- Muraena melanotis (Kaup, 1860)
- Muraena pavonina Richardson, 1845
- Muraena retifera Goode & Bean, 1882
- Muraena robusta Osório, 1911